# Hjärter är trumf
Hjärter är trumf (originaltitel: In Name Only) är en amerikansk romantisk dramafilm från 1939 i regi av John Cromwell, med Cary Grant och Carole Lombard i huvudrollerna.

## Handling
När den rike Alec Walker (Cary Grant) är ute och rider stöter han på en ung vacker änka, Julie Eden (Carole Lombard) och de inleder ett förhållande. Vad Walker dock inte berättar är att han redan är gift med en kvinna han inte längre älskar. Efter en bilkrasch får de båda kvinnorna veta om varandras existens...

## Medverkande i urval
- Carole Lombard – Julie Eden
- Cary Grant – Alec Walker
- Kay Francis – Maida Walker
- Charles Coburn – Richard Walker
- Helen Vinson – Suzanne Ducross
- Katherine Alexander – Laura Morton
- Jonathan Hale – Dr. Ned Gateson
- Nella Walker – Grace Walker
- Alan Baxter – Charley
- Maurice Moscovitch – Dr. Muller
- Peggy Ann Garner – Ellen Eden
- Charles Coleman – Archie Duross